# Sion (Gers)
Sionⓘ – miejscowość i gmina we Francji, w regionie Oksytania, w departamencie Gers.
Według danych na rok 1990 gminę zamieszkiwało 119 osób, a gęstość zaludnienia wynosiła 17 osób/km² (wśród 3020 gmin regionu Midi-Pyrénées Sion plasuje się na 944. miejscu pod względem liczby ludności, natomiast pod względem powierzchni na miejscu 1326.).